# Radnice v Novém Kníně

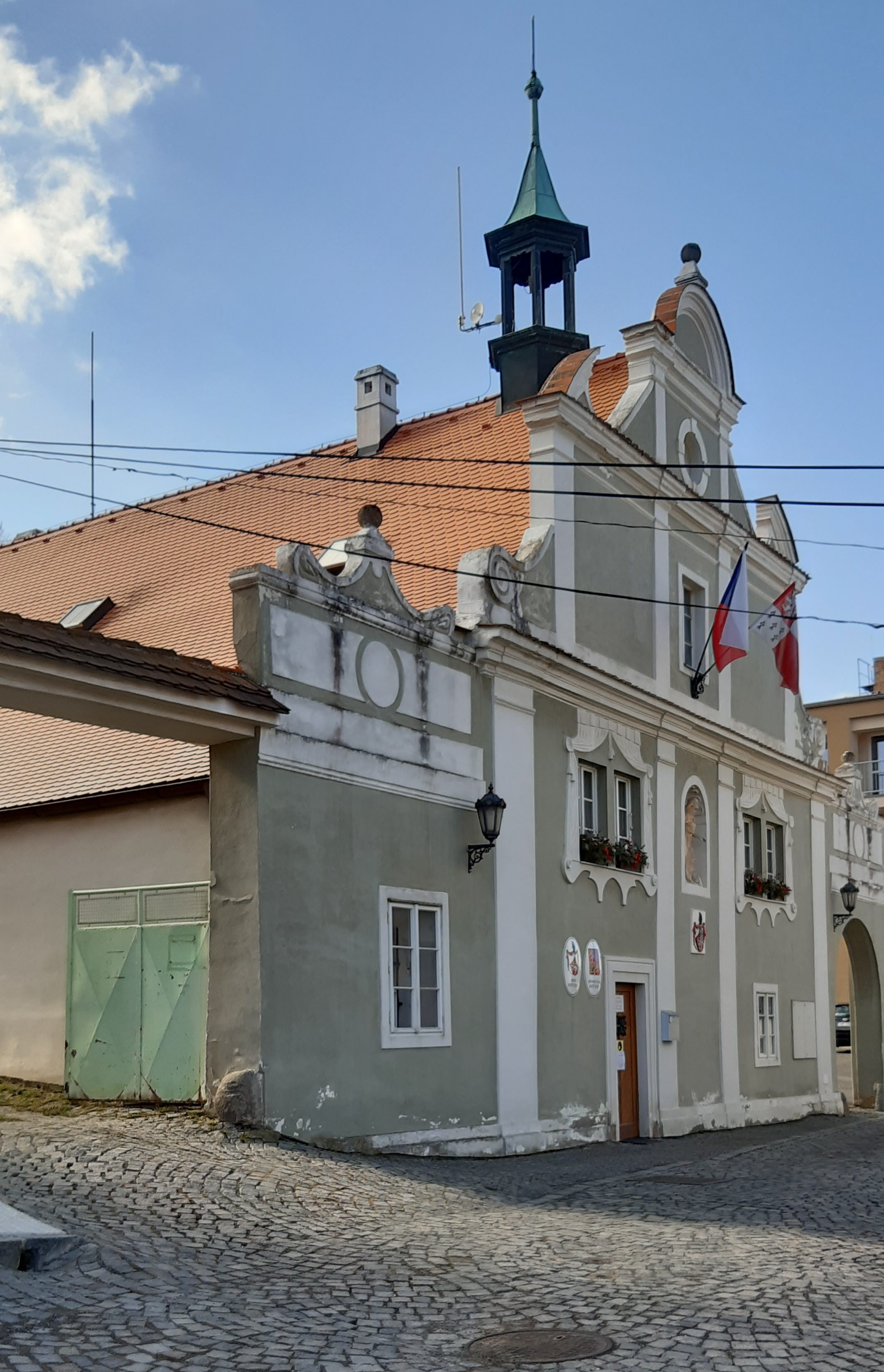
Budova radnice

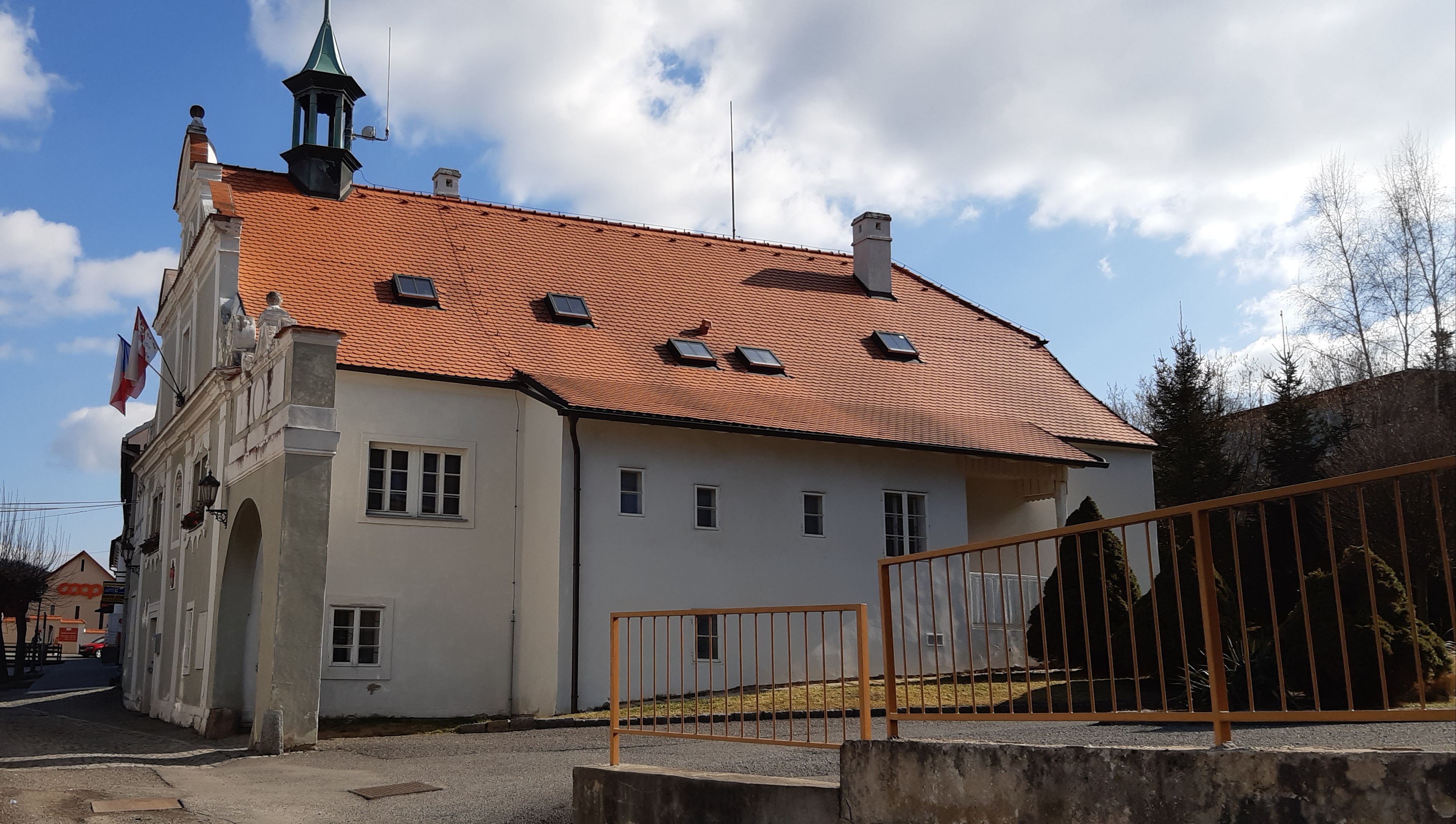
Budova radnice, boční pohled

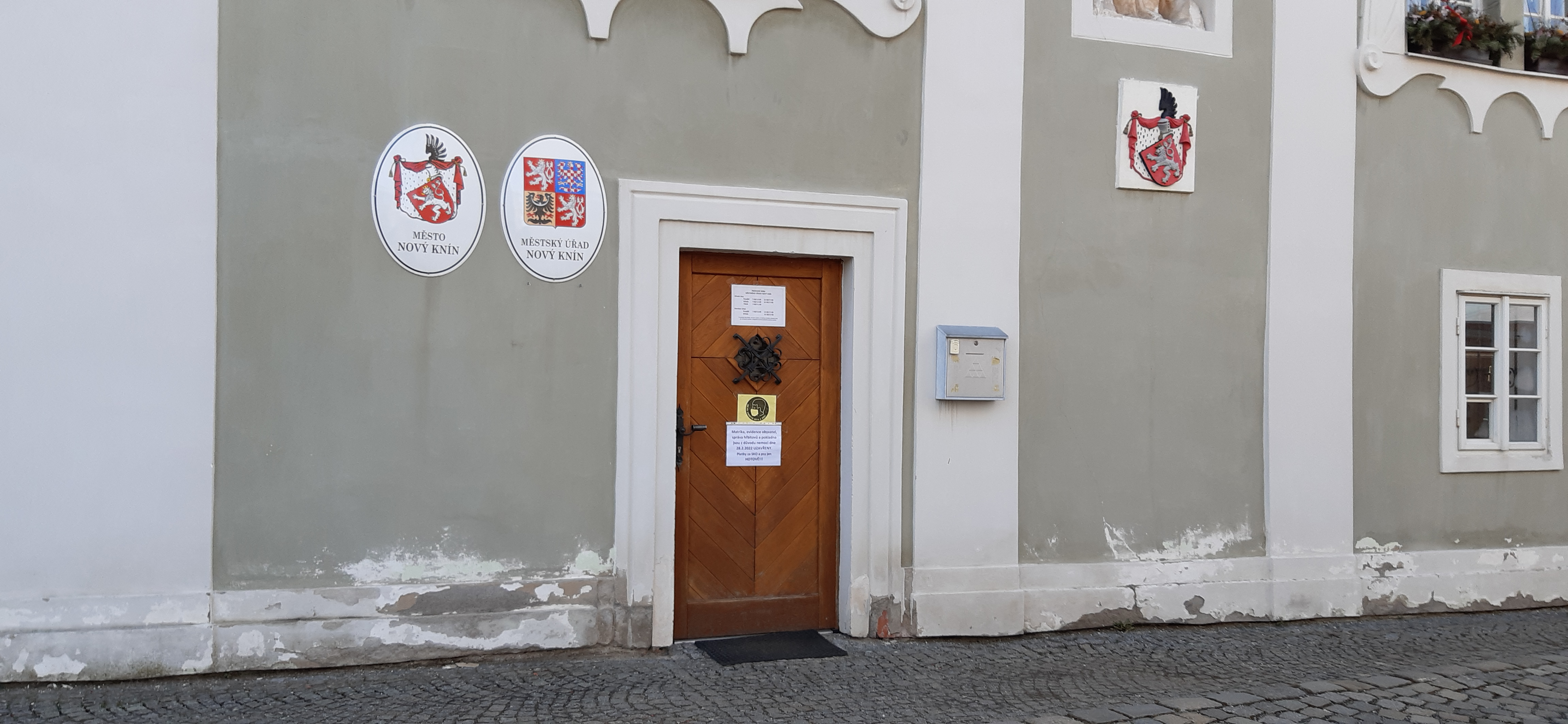
Vchod do radnice s městským znakem

Radnice v Novém Kníně stojí na jižní straně Náměstí Jiřího z Poděbrad s čp. 1.

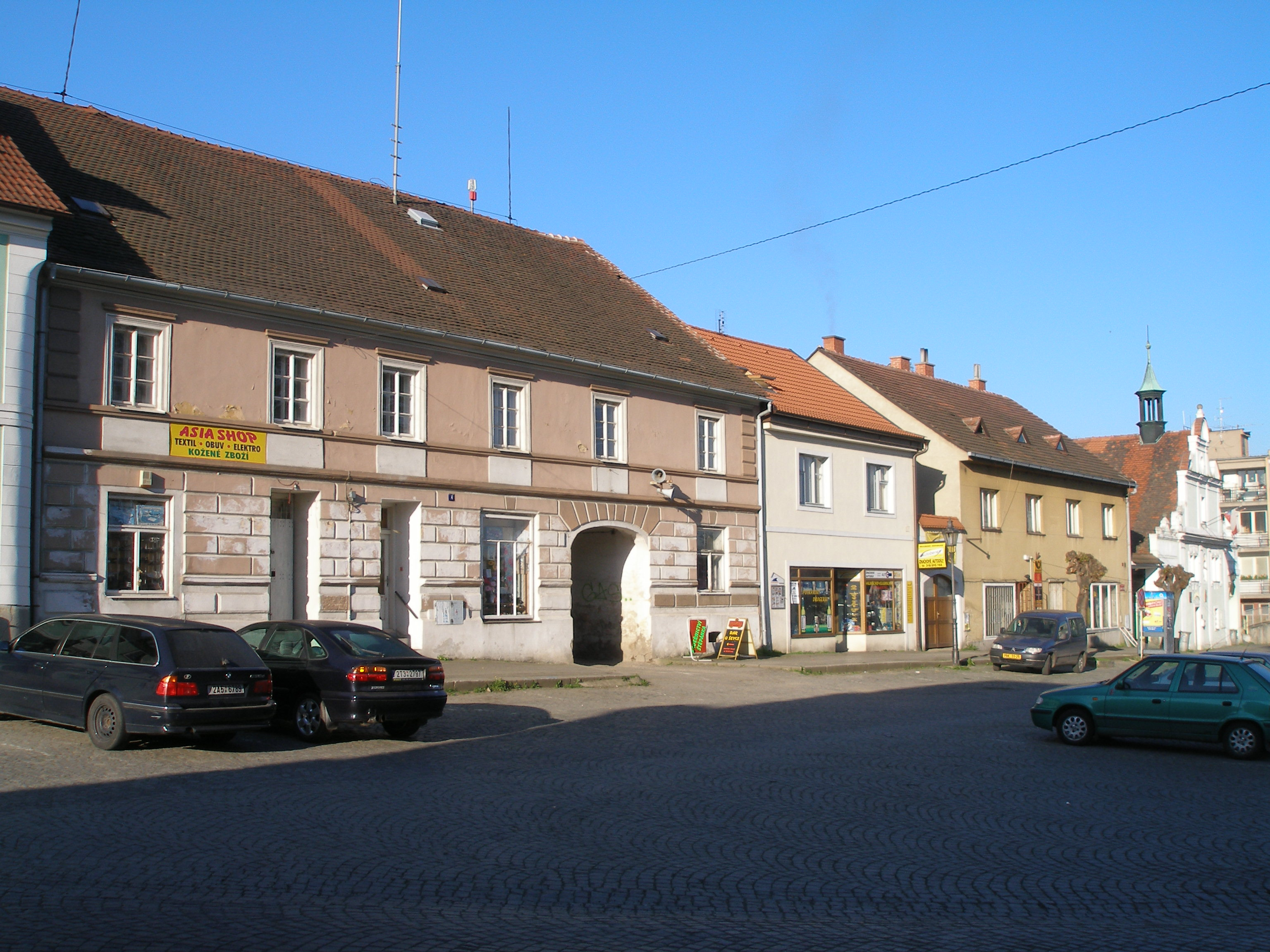
Nový Knín, jižní strana Náměstí Jiřího z Poděbrad, v pozadí budova radnice

## Historický vývoj
Renesanční šosovní dům byl v druhé polovině 16. století postaven Václavem Vratislavem z Mitrovic. Dům byl jedním z předních soukromých měšťanských domů v městě. Součástí budovy byl také rozlehlý hospodářský dvůr západně od objektu budovy, dnes v těchto místech stojí několik novostaveb. V letech 1651–1653 je jako majitel zmiňován Henrych Kok, dům později patřil Dohalským a od roku 1671 byl jeho majitelem Kristián z Budovců. V roce 1716 dům zakoupilo město a zřídilo v něm městský dvůr a v roce 1783 upravilo jako sídlo radnice.
Z doby, kdy budovu koupilo město a přestavovalo ji na radnici, patrně pocházejí raně klasicistní architektonické detaily hlavního průčelí, klenby ve vestibulu a pravděpodobně i přístavba šatlavy, která pro nedostatek místa byla zbudována na pozemku dvora vedlejšího domu.
Budova v dalších letech prošla dalšími stavebními úpravami i v interiérech. V roce 1935 byla budova modernizována a opravována, při této opravě bylo pořízeno kamenné zábradlí nad schodištěm v patře.  Generální přestavba a rekonstrukce v letech 1994–1997 byla citlivá a budova byla přizpůsobena původnímu vzhledu.
Poslední nákladná rekonstrukce byla provedena v roce 2010.

## Architektonický popis
Budova radnice je obdélná patrová budova se čtyřosým průčelím se zdobenými pilastry.  K budově se pojí klenutá brána do dvora, který se rozkládá jižně a jihozápadně od radničního domu.
Budova je v jádru renesanční měšťanský dům, přestavěný klasicistně v roce 1783 na radnici, s dochovaným atikovým štítem. V interiéru jsou zachovány původní hřebínkové klenby. Pod domem jsou ve skále rozlehlé tesané sklepy (pozůstatek staršího objektu snad středověkého původu).
Základní forma plochého průčelního štítu je pozdně renesanční. V levé části je přízemní přístavek s pilastry v průčelí a s dvoudílným volutovým štítem. Okna nově upravená. Vstupní prostor je sklenut plackami a pásy, hlavní místnost valenou klenbou s lunetami. V prvním patře je klenutá komora s původními dveřmi.
Nevelká vstupní hala je dělena klenebními pásy, zadní místnost (bývalá šatlava) je zaklenuta podobně. Na jejím konci je schodiště do patra. V zadní části v přízemí se vstupuje do úzké klenuté chodbičky, pravděpodobně nejstarší místnosti v celé radnici. Odtud vede vstup do podzemní únikové chodby, která byla objevena při opravě sklepní podlahy. Třicetimetrová chodba ústí do boku studny.
Dvůr, v jehož zadní části je stará roubená studna, přechází do strmé stráně, snad někdejší zahrady. Na východní straně je dvůr ohraničen kamennou zdí, zbytek původního ohrazení areálu radnice.